# Championnat d'Écosse de football 1892-1893
Navigation
Édition précédente Édition suivante
La 3e édition du championnat d'Écosse de football est remportée par le Celtic FC. C’est la première fois que le club des catholiques de Glasgow est champion d’Écosse. Il gagne avec un point d’avance sur les Rangers FC. Saint Mirren complète le podium
À la fin de la deuxième saison, deux clubs voient leur engagement en Scottish League non reconduit par la fédération écossaise de football : Cambuslang FC et Vale of Leven FC. Comme ils ne sont pas remplacés, le championnat passe de 12 à 10 clubs
Deux joueurs d’un même club se partagent le titre de meilleur buteur du championnat : Sandy McMahon et John James Campbell du Celtic FC ont marqué chacun 11 buts.

## Les clubs de l'édition 1892-1893
| Club                              | Ville      |
| --------------------------------- | ---------- |
| Abercorn Football Club            | Paisley    |
| Celtic Football Club              | Glasgow    |
| Clyde Football Club               | Rutherglen |
| Dumbarton Football Club           | Dumbarton  |
| Heart of Midlothian Football Club | Édimbourg  |
| Leith Athletic Football Club      | Leith      |
| Rangers Football Club             | Glasgow    |
| Renton Football Club              | Renton     |
| Saint Mirren Football Club        | Paisley    |
| Third Lanark Athletic Club        | Glasgow    |

## Compétition

### Classement
Le classement est établi sur le barème de points classique (victoire à 2 points, match nul à 1, défaite à 0).
| Rang | Équipe              | Pts | J  | G  | N | P  | Bp | Bc | Diff |
| ---- | ------------------- | --- | -- | -- | - | -- | -- | -- | ---- |
| 1    | Celtic FC           | 29  | 18 | 14 | 1 | 3  | 54 | 25 | +29  |
| 2    | Rangers FC          | 28  | 18 | 12 | 4 | 2  | 41 | 27 | +14  |
| 3    | Saint Mirren        | 20  | 18 | 9  | 2 | 7  | 40 | 39 | +1   |
| 4    | Third Lanark AC     | 19  | 18 | 9  | 1 | 8  | 53 | 39 | +14  |
| 5    | Heart of Midlothian | 18  | 18 | 8  | 2 | 8  | 38 | 39 | -1   |
| 6    | Leith Athletic      | 17  | 18 | 8  | 1 | 9  | 35 | 31 | +4   |
| 7    | Dumbarton FC        | 17  | 18 | 8  | 1 | 9  | 35 | 35 | 0    |
| 8    | Renton FC           | 15  | 18 | 5  | 5 | 8  | 31 | 44 | -13  |
| 9    | Abercorn FC         | 11  | 18 | 5  | 1 | 12 | 35 | 52 | -17  |
| 10   | Clyde FC            | 6   | 18 | 2  | 2 | 14 | 25 | 55 | -30  |

|  | Champion d'Écosse |
|  | Relégation        |

## Bilan de la saison
| Tableau d'Honneur                |                 |
| Compétition                      | Vainqueur       |
| Championnat d'Écosse de football | Celtic FC       |
| Coupe d'Écosse de football       | Queen's Park FC |

| Promotions et relégations |                                      |
| Promus                    | St Bernard's Football Club Dundee FC |
| Relégués                  | Abercorn FC Clyde FC                 |

## Statistiques

### Meilleur buteur
- Sandy McMahon, Celtic FC,   11 buts
- John James Campbell, Celtic FC, 11 buts